# Erzsébetbánya
Erzsébetbánya (románul: Băiuț) falu Romániában, Erdélyben, Máramaros megyében.

## Nevének eredete
Nevét Szilágyi Erzsébetnek, Hunyadi János feleségének tiszteletére kapta, akinek a birtokában volt egy ideig az itteni aranybánya.

## Földrajz
Erzsébetbánya a Lápos-hegységben, a Lápos folyó forrásvidékén, egy völgyben helyezkedik el. Magyarlápostól 30 km-re északkeletre és Nagybányától 80 km-re keletre található.
A falu éghajlata hegyvidéki jellegű. Ki van téve a nyugatról fújó szeleknek és a gyakori esőzéseknek. A településen mért évi átlaghőmérséklet 6,5 °C. Januárban a hőmérséklet –10 és –6 °C között mozog, a júniusi átlaghőmérséklet pedig 16–18 °C között mozog. A legmagasabb hőmérsékletet 1939. július 23-án mérték, ekkor 38,5 °C volt, a leghidegebb hőmérsékletet pedig 1929. február 11-én, ekkor –30,5 °C volt.

## Története
Területén már a felső paleolitikumtól kezdve laknak emberek. A bronzkorban területén megjelennek a dákok, ők kezdik meg az arany bányászását, amelyet a rómaiak a dákok leigázása után folytattak.
Erzsébetbánya először 1630-ban van megemlítve, Lapos-banya néven.
1910-ben 1295 lakosából 1050 magyar, 220 román, 20 német, 5 egyéb nemzetiségű volt.
A trianoni békeszerződésig Szolnok-Doboka vármegye Magyarláposi járásához tartozott.
A 2002-es népszámláláskor 1729 lakosa közül 923 fő (53,4%) román, 796 (46,0%) magyar, 8 (0,5%) német, 1 (0,06%) zsidó és 1 (0,06%) ukrán volt.

## Híres emberek
- Itt volt plébános Bokor Sándor, a kommunizmus alatti egyházüldözés vértanúja.